# Старояричівська сільська рада
| Старояричівська сільська рада — орган місцевого самоврядування у Кам'янка-Бузькому районі Львівської області з адміністративним центром у с. Старий Яричів. Історична дата утворення: в 1939 році. Водоймища на території, підпорядкованій даній раді: річки Яричівка, Думна. Сільській раді підпорядковані населені пункти: - с. Старий Яричів - с. Кукезів - с. Руданці - с. Цеперів |

## Склад ради
Рада складається з 20 депутатів та голови.

### Керівний склад ради
| ПІБ                             | Основні відомості                                                           | Дата обрання | Дата звільнення |
| ------------------------------- | --------------------------------------------------------------------------- | ------------ | --------------- |
| Андрущенко Андрій Олександрович | Сільський голова, 1979 року народження, освіта, член Народного Руху України | 26.03.2006   | 31.10.2010      |
| Андрущенко Андрій Олексндрович  | Сільський голова, 1979 року народження, освіта, член Народного Руху України | 31.10.2010   |                 |

Примітка: таблиця складена за даними джерела